# Kinderboekenweek
De Kinderboekenweek is sinds 1955 een jaarlijks terugkerende campagne ter promotie van het kinderboek geschreven in de Nederlandse taal. De jaarlijkse periode, met een duur van tien dagen, wordt georganiseerd door de Stichting Collectieve Propaganda van het Nederlandse Boek (CPNB). Aan iedere Kinderboekenweek wordt een bepaald thema toegewezen.
Tijdens de Kinderboekenweek vinden diverse activiteiten plaats. Zo geven participerende boekwinkels bij besteding van een bepaald bedrag aan kinderboeken (sinds 2018 € 12,50, vanaf 2023 € 13,50) het Kinderboekenweekgeschenk. Tevens is het Prentenboek van de Kinderboekenweek te koop, wordt er een lied uitgebracht door Kinderen voor Kinderen en wordt een gedicht aangewezen als officieel gedicht van de Kinderboekenweek. Verder worden er prijzen uitgereikt, waaronder de Gouden en Zilveren Griffels, en worden er onder andere lespakketten en lijsten met thematitels samengesteld voor in het onderwijs. De week wordt doorgaans afgetrapt met het Kinderboekenbal.

## Geschiedenis

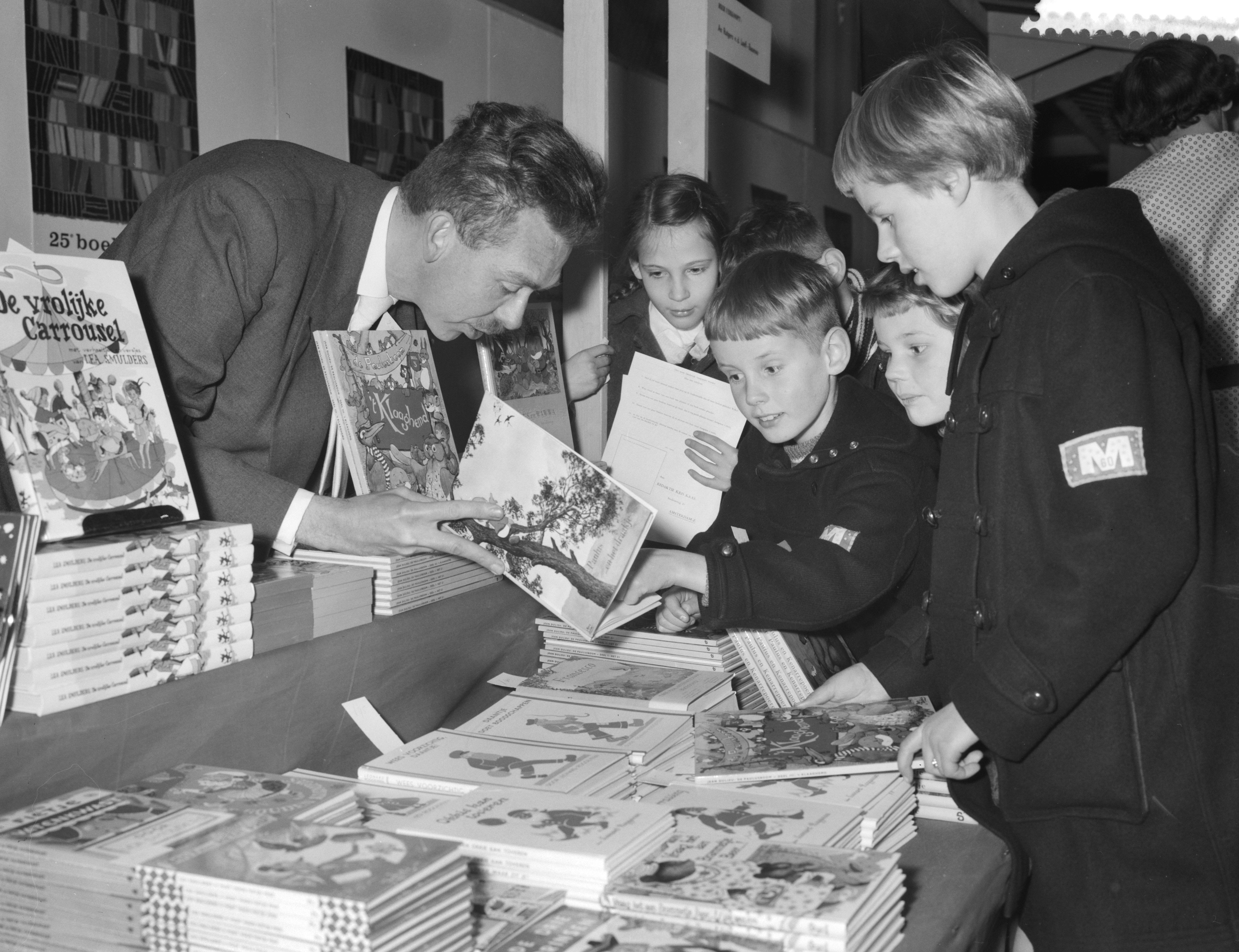
Kinderboekenweek in warenhuis De Bijenkorf op 2 april 1960

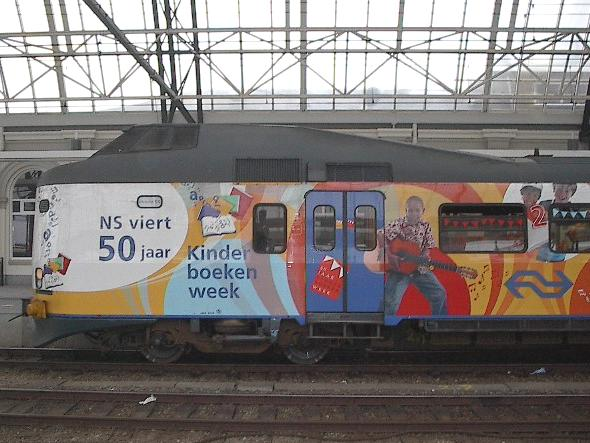
Speciale Kinderboekenweektrein in 2004, ter ere van 50 jaar Kinderboekenweek

De Kinderboekenweek is een afgeleide van de eerder opgezette Boekenweek. In 1930 werd de Commissie voor de Propaganda van het Nederlandse Boek (CPNB), later Stichting Collectieve Propaganda van het Nederlandse Boek, opgericht door boekverkopers en uitgevers als onderdeel van de Koninklijke Vereniging van het Boekenvak (KVB). In datzelfde jaar organiseerde CPNB de 'Dag van het Boek' om de verkoop van boeken te stimuleren. Twee jaar later, in 1932, werd de Dag van het Boek veranderd in de Boekenweek.
Nadat in 1954 voor het eerst een verkiezing plaatsvond voor het 'Kinderboek van het Jaar' (gewonnen door An Rutgers van der Loeff met haar boek Lawines Razen), werd deze verkiezing een jaar later door CPNB veranderd in de eerste Kinderboekenweek. Tijdens deze eerste editie in 1955 kreeg men bij de aanschaf van een kinderboek een geschenk cadeau: een poster van een lezende clown. In latere jaren volgden diverse soorten geschenken (waaronder een spel en een poppenkast); pas vanaf 1962 ontstond het gebruik om ieder jaar een kinderboek als Kinderboekenweekgeschenk te geven. Keesje Kruimel van Hans Dijkhuis was het eerste kinderboek dat volgens deze traditie werd geschonken.
In 1965 ontstond het gebruik om de Kinderboekenweek een jaarlijks thema te geven. Het thema van dat jaar was 'Kind en de dierenwereld'.
De jaarlijkse uitreiking van de prijs voor het Kinderboek van het Jaar werd in 1971 vervangen door de Gouden Griffel en Zilveren Griffel. Deze tijdens de Kinderboekenweek door CPNB uitgereikte prijzen behoren tot de belangrijkste literatuurprijzen voor de Nederlandstalige jeugdliteratuur. Later zijn daar nog meer prijzen bijgekomen, waaronder de Vlag en Wimpel (sinds 2022 de Bronzen Griffel) en de Gouden en Zilveren Penselen (vanaf 1973). De Gouden en Zilveren Zoen (tussen 2010 en 2018 de Gouden Lijst), zijn vanaf 2019 opgegaan in de Griffels als een aparte categorie.
Vanaf 1983 verschijnt er tijdens de Kinderboekenweek ook een speciaal op kleuters gericht Prentenboek van de Kinderboekenweek. Het eerste prentenboek was Vertel me een verhaaltje door Per en Gisela Ekholm.
Sinds 2012 wordt er door Kinderen voor Kinderen ieder jaar een lied gemaakt dat bij het thema van de Kinderboekenweek van dat jaar past. De eerste single met de titel Hallo Wereld werd uitgebracht voor het goede doel My Book Buddy.
Vanaf 2020 wordt een dichter gevraagd een gedicht voor de Kinderboekenweek te schrijven. Het eerste gedicht Alles op zijn tijd werd geschreven door Hans Kuyper. In 2020 kon het Kinderboekenbal niet doorgaan vanwege coronamaatregelen. In 2021 kreeg het Kinderboekenbal een alternatieve variant in de Gouden Kinderboekenborrel.
In 2022 werd het Kinderboekenweekgeschenk (Waanzinnige boomhutverhalen) voor het eerst geschreven door twee buitenlandse auteurs; Andy Griffiths en Terry Denton uit Australië.

## Organisatie
De Kinderboekenweek wordt georganiseerd door de Stichting Collectieve Propaganda van het Nederlandse Boek (CPNB). Deze stichting zonder winstoogmerk is het marketingcommunicatie- en pr-bureau van de boekensector. Inkomsten, - die onder andere worden aangewend voor de organisatie van de Kinderboekenweek - komen voort uit bijdragen van de convenantpartners Vereniging van Openbare Bibliotheken, de Groep Algemene Uitgevers en de Koninklijke Boekverkopersbond, evenals campagneopbrengsten en bijdragen van sponsoren.
DPG Media en Kinderen voor Kinderen zijn vaste partners in de organisatie van de Kinderboekenweek. Verder wordt samengewerkt met vertegenwoordigers uit de bibliotheekwereld, het onderwijs, schrijvers, boekverkopers, uitgevers, culturele instellingen en sponsoren.

## Activiteiten
De Kinderboekenweek beleeft een officiële start op woensdagochtend (de eerste dag van de campagne) op een school in het land (vanaf 2019). De auteur, de illustrator en de dichter van de Kinderboekenweek evenals de winnaars van de Kinderjury worden in het zonnetje gezet. Kinderen voor Kinderen, sinds 2012 partner van de Kinderboekenweek, verzorgt een optreden.
Behalve boekhandels besteden bibliotheken extra aandacht aan lezen en organiseren vaak diverse activiteiten voor kinderen rond de Kinderboekenweek. Tijdens de Kinderboekenweek treden veel schrijvers en illustratoren op in boekhandels, bibliotheken en scholen. Deze optredens worden geregeld door de Schrijverscentrale.
Naast de vaste onderdelen vinden er doorgaans speciale activiteiten, evenementen of optredens plaats door het hele land, zoals de mede door sponsor NS georganiseerde kinderboekenruil op verschillende stations in Nederland.
Vaste onderdelen van de Kinderboekenweek zijn:

### Jaarthema
Sinds 1962 heeft iedere Kinderboekenweek een eigen thema. Was dit van 1962 tot 1964 nog de titel van het Kinderboekenweek-boek, in 1965 werd er een echt thema (Kind en de dierenwereld) gekozen. De meeste activiteiten, publicaties en producties worden tijdens de campagne aan dit thema gekoppeld. Vaak wordt het thema aangeduid met een motto. Het jaarthema van de Kinderboekenweek is sinds 2012 ook de titel van het Kinderen voor Kinderen-album dat vaak in of rond de Kinderboekenweek uitkomt.

### Kinderboekenweekgeschenk en prentenboek
Bij besteding vanaf een bepaald minimumbedrag in de boekhandel aan kinderboeken wordt het Kinderboekenweekgeschenk - een vooraf aangewezen kinderboek - weggegeven. Een aangewezen prentenboek, met als voornaamste doelgroep kleuters, is tegen gereduceerd tarief te koop.

### Lied en gedicht
Kinderkoor Kinderen voor Kinderen produceert een lied dat past bij het thema van het betreffende jaar. Ook wordt een gedicht aangewezen als 'het' gedicht van de Kinderboekenweek.

### Prijsuitreiking
De Gouden, Zilveren en Bronzen Griffels (beste kinderboeken binnen vijf categorieën van het voorgaande jaar) en de Gouden en Zilveren Penselen (beste prentenboeken van het voorgaande jaar) worden uitgereikt. Vanaf 2004 is dit doorgaans tijdens het Kinderboekenbal.

### Het Kinderboekenbal
De Kinderboekenweek wordt geopend met het Kinderboekenbal, een feestelijke bijeenkomst voor boekhandelaren, uitgevers, journalisten, schrijvers en illustratoren.

### Lespakket en thematitels
Op basisscholen wordt er veel aandacht aan de Kinderboekenweek besteed. Ieder jaar maakt de CPNB het officiële lespakket voor het basisonderwijs, met daarin ook bijdragen van educatieve uitgevers. Scholen bestellen dit pakket in het voorjaar bij de boekhandel evenals de twintig boeken (thematitels, voorheen kerntitels) die dat jaar centraal staan en die de basis vormen van de lessen.
Verder bevat het lespakket onder andere online dans- en zanginstructies van Kinderen voor Kinderen. In het pakket bevindt zich ook de voorleesgids, met daarin boekentips voor ouders, verzorgers en leerkrachten van jongere kinderen, en de Kinderboekenweekkrant, met boekentips en -weetjes voor kinderen, ouders en leerkrachten. Deze laatste twee publicaties zijn ook op andere locaties, zoals boekhandels, verkrijgbaar.

## Edities[6]

### Kinderboekenweken vanaf 2004
Het thema van dit jaar ging over de natuur en buitenspelen.
Voor het eerst werd het Kinderboekenweekgeschenk geschreven door twee buitenlandse auteurs: Waanzinnige boomhutverhalen over toen het Stoel-In -Je-Neus-Dag was en en andere WAANZINNIGE gebeurtenissen kwam van de hand van de Australische auteurs Andy Griffiths en Terry Denton. Dit had te maken met de grote populariteit van hun 'Waanzinnige boomhut'-boeken onder de Nederlandse jeugd, waarmee zij meerdere Kinderjury-prijzen wonnen. Tevens zetten zij zich openlijk in voor milieu en klimaat. Het boek werd gedrukt op chloorvrij papier.
Het prentenboek van dit jaar, Egalus, werd geïllustreerd door Gouden Penseel-winnares Marije Tolman. Bibi Dumon Tak, naast bekroond kinderboekenschrijfster ook voorvechtster van dierenrechten, schreef het gedicht van de Kinderboekenweek.
Het thema van dit jaar ging over beroepen en het antwoord op de vraag "Wat wil jij later worden?"
Tiril en de toverdrank was het Kinderboekenweekgeschenk dat Bette Westera voor 2021 schreef, een verhaal in proza en poëzie met illustraties van Pyhai. Met het Prentenboek voor de Kinderboekenweek Dromer gaf illustrator Mark Janssen een diepere laag aan het thema beroepen, deze editie verwoord als Worden wat je wil. Joke van Leeuwen schreef het gelijknamige Kinderboekenweekgedicht.
En toen? was de verwoording van het thema geschiedenis en het ontdekken van werelden van vroeger. Voor het eerst sinds tien jaar was er weer een informatief (non-fictie) Kinderboekenweekgeschenk: De diamant van Banjarmasin van Arend van Dam. Mylo Freeman was de illustrator van Tweeling!, het Prentenboek van de Kinderboekenweek. Bijzonder waren de uitdrukpoppetjes en -kleding die via de website een aanvulling vormden op het Prentenboek.
Door de pandemie in 2020 moest de CPNB veel activiteiten wijzigen, ook bij de Kinderboekenweek. Er kwam een focus op digitalisering en nog actievere inzet van media. Er was vanwege de coronamaatregelen op de vooravond van de 66e Kinderboekenweek geen Kinderboekenbal, maar wel voor duizenden kinderen een livestream vanuit Bibliotheek Neude. De uitreiking van de Griffels & Penselen vond plaats via livestreams en video’s op de digitale kanalen.
Het thema dit jaar was voertuigen, onder het motto Reis mee! Anna Woltz schreef het Kinderboekenweekgeschenk Haaientanden. Kinderen konden speuren op sociale media naar zakjes met echte haaientanden in boekhandel en bibliotheek. André Kuipers schreef het Prentenboek van de Kinderboekenweek getiteld André het astronautje op zoek naar Laika, met illustraties door Natascha Stenvert.
In 2019 kreeg het Kinderboekenbal een andere invulling: het werd een avond speciaal voor auteurs, kinderboekenschrijvers, illustratoren en uitgevers en keerde terug in het Muziekgebouw aan ‘t IJ in Amsterdam. Daar vond ook de uitreiking van de Gouden Griffel, Gouden Penseel en Boekensleutel plaats.
Nieuw was de officiële start op de eerste dag van de Kinderboekenweek: op een school in de aanwezigheid van kinderen en de auteurs van de campagne. Een extra element was de overhandiging van de eerste BoekenBoost-pakketten. De Boekenboost is driejarige aanvulling met 20 thematitels op de boekencollectie van 75 basisscholen. Het lespakket kende weer bijdragen van Malmberg, Zwijsen, Prowise en Schooltv. Squla kwam daar als nieuwe partner bij.
Met het Kakelbonte Kinderboekenbal Club in Theater De Meervaart Amsterdam werd de Kinderboekenweek in 2018 geopend. Onder het motto Kom erbij stond het thema vriendschap in kinderboeken centraal. Des te opvallender dat Jozua Douglas het Kinderboekenweekgeschenk de titel De eilandenruzie meegaf. Elly Hees illustreerde het verhaal. 
Voor de allerkleinsten was er het Prentenboek van de Kinderboekenweek van Milja Praagman Kom erbij. Dit was ook de titel van een singel van Kinderen voor Kinderen op muziek van Tjeerd Oosterhuis en tekst van Edward van de Vendel. Vriendschapsbandjes waren een populair weggevertje in boekwinkel en bibliotheek.
In 2017 werd gekozen voor een griezel-thema met Gruwelijk eng!. Kattensoep was het Kinderboekenweekgeschenk van Janneke Schotveld met illustraties van Annet Schaap. Het Prentenboek kreeg de titel Knikkeruil, geïllustreerd door Martijn van der Linden en geschreven door Maranke Rinck.
Met het thema Voor altijd jong! stonden oma's en opa's centraal in de Kinderboekenweek 2016.
Dolf Verroen schreef het Kinderboekenweekgeschenk Oorlog en vriendschap met tekeningen van Charlotte Dematons. Het Prentenboek van de Kinderboekenweek Waar is Ludwig? kreeg de bijzondere leporello-vorm, ontworpen en geïllustreerd door Floor Rieder.
De titelsong van het Kinderen voor Kinderen-album schreef Niki Smit; Tjeerd Oosterhuis was de componist. Het kinderkoor trad ook op bij het Kinderboekenbal in de Philharmonie in Haarlem. Andere artisten waren Elastic Fantastic, Lust for Life en rapper Brace.
In 2015 vestigde de Kinderboekenweek de aandacht op natuur, wetenschap en techniek, onder het motto Raar maar waar!
Simon van der Geest schreef het geschenk Per ongelukt!, Karst-Janneke Rogaar maakte de illustraties. Een pre-hoofdstuk van dit verhaal verscheen als gratis app. Mies van Hout illustreerde Speeltuin, het prentenboek van de campagne.
Samenwerkingen vielen in de technische hoek: in 22 musea gold het geschenk op zondag 18 oktober als toegangsbewijs. Het populairwetenschappelijke tijdschrift Quest haakte in met een eenmalige jeugdeditie die bibliotheken weggaven aan kinderen. Andere samenwerkingspartners waren het Platform Betatechniek/Techniekpact, De Praktijk, Tech your Future en HEIN! Dat leverde de 'Lezen=weten2 Tour' op: een reeks bibliotheekoptredens van steeds wisselende koppels van een wetenschapper en een schrijver. Techniekpact maakte een steenpapieren versie van het Kinderboekenweekgeschenk. Dit type papier is waterbestendig. Boekwinkels konden het Kinderboekenweekgeschenk in een volle bloemenvaas bestellen voor in de etalage. De technische partners zorgden voor een groot aantal digitale natuur-, wetenschap- en technieklessen bij de kerntitels.
In 2014 was het dubbel feest, met de 60ste Kinderboekenweek en voor de 35ste maal Kinderen voor Kinderen. Feest! was dan ook het officiële thema. Met de illustraties van Martijn van der Linden in kleur kreeg het Kinderboekenweekgeschenk Zestig spiegels van Harm de Jonge eenmalig een extra feestelijk uitstraling. Daarnaast was er het prentenboek Fabians feest van Marit Törnqvist. In verband met een aantal uitslaande pagina’s kreeg dit boek een iets hogere prijs dan gebruikelijk mee.
Vanaf 2014 werd NS weer de hoofdsponsor van de Kinderboekenweek. Dat werd gevierd met een Spoorspel: een bordspel en app. Boekwinkels kregen evenveel Spoorspellen als ze geschenken hadden besteld. De hernieuwde samenwerking vormde een aanleiding om het Kinderboekenbal dat jaar in het Spoorwegmuseum te laten plaatsvinden.
De titelsong van de jubileum-cd Feest! werd gecomponeerd door Tjeerd Oosterhuis en geschreven door Kinderjurywinnaar Manon Sikkel.
In 2013 was het thema Klaar voor de start! gericht op sport en spel. Bibliotheken gaven een boekje cadeau aan jeugdleden met verhalen van sporters Ankie van Grunsven, Richard Krajicek, Bibian Mentel en Epke Zonderland over hun leeservaring toen ze jong waren. Paul van Loon schreef de tekst voor het Kinderen voor Kinderen-lied, Tjeerd Oosterhuis de muziek. De video werd tijdens de campagneperiode 2,5 miljoen keer bekeken.
Klaar voor de start! was ook de naam van een speciaal ontwikkelde game. Via behendigheid op de atletiekbaan konden kinderen letters verwerven waarmee een woord gevormd moest worden. Basisschool De Oostwijzer in Zoetermeer werd de winnaar.
Het Kinderboekenweekgeschenk verscheen voor het eerst in een grootlettereditie, handig voor kinderen met beperkt zicht of met dyslexie: de grote letters maken het lezen makkelijker. Dit werd mogelijk gemaakt door Fonds XL en NLBB Vereniging van Leesgehandicapten (tegenwoordig Vereniging Onbeperkt Lezen), die ook de volgende jaren garant zouden staan voor deze speciale editie.
Vanwege het thema Hallo wereld! bleek een enorme verbreding van de campagne in 2012 mogelijk. Het thema werd ook de titel van een lied van Kinderen voor Kinderen, van de hand van muziekproducer Tjeerd Oosterhuis en schrijver Sjoerd Kuyper. De video werd tijdens de actieperiode 2 miljoen maal bekeken op YouTube. Ook de jaarlijkse Kinderen voor kinderen-cd werd Hallo wereld! gedoopt en groeide uit tot de zesde best verkochte cd van 2012. De cd verwierf de platina-status voor 50.000 verkochte exemplaren.
Met het Kinderboekenweekgeschenk van Tosca Menten konden kinderen gratis naar binnen bij Museum Volkenkunde in Leiden, het Afrika Museum in Berg en Dal of het Tropenmuseum in Amsterdam. Op zondag 14 oktober zorgden deze musea voor een feestelijk besluit van de Kinderboekenweek, waarbij het Kinderboekenmuseum in Den Haag aansloot. De Kinderboekenweek werd ook actieterrein voor My Book Buddy. Scholen en kinderen werden opgeroepen om geld in te zamelen. De actie liep op televisie nog vier weken door. Honderden scholen sprongen erop in en dat resulteerde in een opbrengst van ruim €105.000 voor nieuwe boeken, boekenkasten, boekentasjes en trainingen voor leerkrachten.
Hoofdsponsor ABN AMRO organiseerde voor de tweede keer een Kinderzwerfboekactie die bestuursvoorzitter Gerrit Zalm aftrapte met de overhandiging van 500 boeken aan de oprichters van de Voedselbank Nederland. De jaarlijkse Kinderboekenmolen werd gestaakt; in plaats daarvan maakte ABN AMRO verschijning van een Kinderboekenkrant mogelijk: 24 pagina’s A3, bestemd voor kinderen in de groepen 3 tot en met 8. De eerste editie was in 2011 uitgegeven.
PostNL kwam op 8 oktober met een speciale pop-up Kinderboekenweekpostzegel, een primeur in de wereld. De emissie bestond uit een velletje met twee postzegel met daarop beelden uit het Prentenboek van de Kinderboekenweek Hallo van Fleur van der Weel en Edward van de Vendel. Afnemers van het geschenk konden hun exemplaren laten voorzien van een gepersonaliseerde buikband. Naast de boodschap van de afnemer werden de buikbanden voorzien van een code; vijf codes gaven recht op een gezinsreis voor vier personen, aangeboden door reisorganisatie Pharos.
In 2011 ontwikkelde de nieuwe hoofdsponsor van de Kinderboekenweek, ABN AMRO, een spaaractie voor jeugdleden van de bibliotheek. Met echte heldenplaatjes, horend bij het Kinderboekenweekgeschenk Bert en Bart redden de wereld van Tjibbe Veldkamp en Kees de Boer. Kinderen konden in de bibliotheek het Supergrote Superhelden Superplakboek ophalen, het Kinderboekenweekcadeau van de openbare bibliotheek. 500 plaatjesspaarders maakten kans op een opblaasbare ABN AMRO-leesbank.
Daarnaast haakte ABN AMRO aan bij de actie Kinderzwerfboek van het Nationaal Fonds Kinderhulp. Kinderen met een goedgevulde boekenkast werden aangemoedigd om boeken af te staan aan kinderen die het niet zo breed hebben. De boeken konden in filialen van ABN AMRO worden ingelever met als resultaat 6.300 opgehaalde zwerfboeken. Ten slotte maakte steun van ABN AMRO uitgave van een echte KinderboekenweekKrant mogelijk: 16 pagina’s A3 in een oplage van 800.000 exemplaren. Ze werden naar de basisscholen verspreid en er hoorde een speciale digitale les bij.
Op 13 oktober 2010 openden Daan Remmerts de Vries en Philip Hopman - de illustratoren van Stimmy, het Prentenboek van de Kinderboekenweek - met een gongslag de Amsterdamse effectenbeurs. Illustraties uit Stimmy werden drie avonden door een op een auto geplaatste superbeamer geprojecteerd op gebouwen in Amsterdam, Utrecht, Den Bosch, Eindhoven, Rotterdam en Den Haag.
Mirjam Oldenhave, de schrijver van het Kinderboekenweekgeschenk over Mees Kees, speelde in de Kinderboekenweek in totaal 15 voorstellingen van de Mees Kees Show. Klokhuis TV  maakte een programma rond de schrijfster.
In 2009 veranderde de CPNB het formaat van het Prentenboek van de Kinderboekenweek. Na een reeks boekjes in klein formaat kwamen Ted van Lieshout en Sieb Posthuma met Koekjes!, een vierkant prentenboek van 25 centimeter. Meer dan 100.000 exemplaren werden door de boekhandels ingeslagen. Jan Paul Schutten schreef De wraak van het spruitje als geschenk.
Bij het ontwikkelen van de promotiematerialen en de tv-reclame werkte de CPNB samen met actiemarketingbureau Van Wanten Etcetera. Dat leverde een bronzen Esprix op, de jaarlijkse vakprijs voor de meest succesvolle marketingcommunicatiecampagne.
In 2008 stond de 54ste Kinderboekenweek in het teken van poëzie. Gouden Griffelwinnaar van 2004 Hans Hagen schreef het Kinderboekenweekgeschenk. Taal- en beeldkunstenaar Joke van Leeuwen verzon het motto ZINNENVERZINZIN met bijbehorend gedicht en affiche.
Het was een decennium geleden dat de stichting CPNB met het Kinderboekenweekmotto Van rijm tot rap een lans brak voor de kinderpoëzie. Inmiddels waren er een aantal dingen op dit gebied gebeurd. Zo werd in 2007 een Zilveren Griffel voor de poëzie ingesteld en stelde Gerrit Komrij De Nederlandse kinderpoëzie in 1000 en enige gedichten samen. Van de 28 kinder- en jeugdboeken die in de eerste Kinderboekenweek-week De Bestseller 60 domineerden, waren er 10 in dichtvorm. Ook in de aanloop naar de Kinderboekenweek was kinderpoëzie wekenlang goed verkocht. Dat had te maken met de weerklank die het poëziethema vond in het onderwijs.
De CPNB en het Rijksmuseum sloten een samenwerking waarbij de winnaars van de Penselen voortaan in het Rijksmuseum tentoongesteld zouden worden. Op 1 oktober was de opening, in aanwezigheid van prinses Marilène, voorzitter van de Vrienden van het Rijksmuseum, en Gouden Penseelwinnaar Charlotte Dematons. Lezingen en workshops begeleidden de tentoonstelling.
In de Kinderboekenweek 2006 was er de speciale Beestenboekenbus met schrijvers die door het land reed langs vier bekende dierentuinen. Het thema was De leeuw is los! met boeken over dieren.
Op de laatste dag organiseerden veel kinderboerderijen activiteiten. Dankzij bijdragen van het Prins Bernhard Cultuurfonds en het VSB Fonds kon de Penselen-expositie tot in 2007 op tournee in de bibliotheken van Hoofddorp, Groningen, Emmen, Almelo, Arnhem, St. Michielsgestel, Maastricht, Middelburg en Gouda. Dit jaar verscheen voor het eerst Een tien met een griffel, het boekje over de Griffelwinnaars. Het werd geschreven door Bas Maliepaard. Bibliotheken deelden het uit aan hun leden. In 2009 verscheen het voor de laatste keer.
Het thema betrof dit jaar boeken vol magie.
Naast de "gewone" Kinderboekenweek is er sinds 1995 ook een christelijke kinderboekenmaand, die extra aandacht op christelijke kinderboeken vestigt. Het thema van deze kinderboekenmaand sluit doorgaans aan bij het thema van de gewone Kinderboekenweek. In 2005 werd er echter besloten om een andere insteek op het thema te nemen, omdat magie niet passend werd geacht. Het thema werd toen aangepast naar Wonderlijk.
In 2004 bestond de Kinderboekenweek 50 jaar. Deze Gouden Kinderboekenweek - met het thema muziek - kende veel speciale activiteiten. Met een gala-uitvoering van de Jubileummusical in de Stadsschouwburg te Amsterdam werd het startschot gegeven. Andere jubileumactiviteiten waren:
- Musea in Nederland vierden de Kinderboekenweek mee met aandacht voor (historische) kinderboeken. Jonge bezoekers ontvingen op vertoon van een kinderboek een cadeautje, met hulp van de Nederlandse Museum Vereniging (NMV).
- Slotfeest De Nacht van de 1001 kinderboeken: op verschillende plekken in het land werd een dergelijk slotfeest georganiseerd zoals in Rotterdam en Zeeland. De doelstelling werd destijds geformuleerd als het betrekken van kinderen en ouders met wortels in een niet-Nederlandse cultuur bij het kinderboek en de Kinderboekenweek.
- Ontwerpwedstrijd voor de nieuwe Kinderboekenbon: de nieuwe bon was tijdens de Kinderboekenweek voor het eerst te koop.
- Masterclass van Sponsor ABN MRO Bank om jong talent te stimuleren: kinderen van verschillende nationaliteiten konden een verhaal schrijven en indienen. Tien verhalen werden onder begeleiding van een kinderboekenauteur gepubliceerd in een speciale uitgave.
- De Jubileummusical, te bestellen voor alle groepen 8 van de basisschool, gemaakt door omroep Z@ppelin in samenwerking met de VandenEnde Foundation en SchoolTV.
- Het Kindergrachtenfestival Amsterdam besteedde aandacht aan kinderboeken.
- De Griffel der Griffels: oud-juryleden brachten hun stem uit op hun favoriete Gouden Griffel: De brief van de koning van Tonke Dragt was de winnaar.
- Er werden speciale postzegels uitgegeven met tien helden uit 50 jaar kinderboekengeschiedenis.
- In de zomer van 2004 heeft NS-treinstel 4028 (een Koploper) in een speciale Kinderboekenweekuitmonstering gereden ter ere van vijftig jaar Kinderboekenweek. NS, hoofdsponsor van de Kinderboekenweek, organiseerde voor basisschoolleerlingen het NS Spoorzoekspel, een spel dat zeven dagen duurde.

### Kinderboekenweken vóór 2004
- 2003: "Diep in het bos... Van Ko de boswachter tot Roodkapje en Robin Hood"
- 2002: "Ay ay kapitein!" - Boeken over boten[9]
- 2001: "Woensdagmiddag" - Lees over je hobby
- 2000: "Driftkikkers, feestvarkens en andere boekenhelden"
- 1999: "Van @penstaartje tot apenkooi" - verhalen over school
- 1998: "Van rijm tot rap" - versjes, liedjes, gedichten
- 1997: "De Tijdmachine" - terug naar toen
- 1996: "Heksenketel"
- 1995: "Beestenbende"
- 1994: "In het holst van de nacht"
- 1993: "Vriendjes, maatjes, kameraadjes"
- 1992: "Land in ziiicht!"
- 1991: "Huizen in boeken"
- 1990: "Boeken horen bij je"
- 1989: "Kijk verder dan je neus lang is - Over uitvindingen en ontdekkingen"
- 1988: "Duizend dingen achter deuren - Kinderen, boeken en musea"
- 1987: "Die van hiernaast en van de overkant - Kinderen en boeken in Europa"
- 1986: "Boeven"
- 1985: "Dieren"
- 1984: "Als ik later groot ben"
- 1983: "Spelen met woorden"
- 1982: "Reizen"
- 1981: "Je eigen tijd"
- 1980: "Leesgoed. Bloemlezing uit Nederlandse Kinderboeken. Voor kinderen tot 12 jaar".
  - maart 1980: als "Boek van de Maand", verhalen en versjes uit de periode 1945-1980, met prenten van Nederlandse tekenaars, ISBN 90 70066 26 2
- 1980: "Alle spiegels toverspiegels?"
- 1979: "Je weet niet wat je ziet"
- 1978: "Stad en land"
- 1977: "Wat je droomt ben je zelf"
- 1976: "Je eigen taal"
- 1975: "De wereld om je heen"
- 1974: "Héé, neem een boek mee"
- 1973: "Lekker letters vreten"
- 1972: "De hele wereld in een boek"
- 1971: "Stap door de Boekenpoort"
- 1970: "Kind en natuur"
  - Vossejacht: er werd ook een zakje uitgedeeld, met daarin een vouwblad met opdrachten, om met een groep van 10 tot 20 kinderen buiten of binnen een spannend spel te spelen. In het zakje verder een rode viltstift, een Vouwblad met uitleg, en een rolletje met dun papier plakband
- 1969: "Kind en theater"
- 1968: "Lezen en doen"
- 1967: "Kinderen in andere landen"
- 1966: "Kind en fantasie"
- 1965: "Kind en de dierenwereld"
- 1964: "De blauwe boekanier" (titel van boek)
- 1963: "Viermaal J en Janus" (titel van boek)
- 1962: "Keesje Kruimel" (titel van boek)

## Trivia
- In Delft is er de Boekenbende, een gratis kinderboekenfestival.
- Tot 2016 vond er in Den Haag rond de Kinderboekweek de jaarlijkse Kinderboekenmarkt in oktober plaats.[10]
- In Haaren worden sinds jaar en dag activiteiten georganiseerd in Kasteel Nemerlaer door kasteelvrouwe en (kinderboeken)schrijfster Carole Vos onder de noemer Oktober Kinderboekenmaand. (Niet te verwarren met de christelijke Kinderboekenmaand.)
- Tijdens de kinderboekenweek van 1982 werd een boek uitgegeven dat op het thema van dat jaar, reizen, aansloot, Het verloren paspoort. Het boek, met de opmaakt van een echt paspoort, werd door het Ministerie van Justitie uit de handel genomen omdat het te veel zou lijken op een echt paspoort. Dit werd besloten na een incident waarbij twee jongens probeerden geld te krijgen op een postkantoor en daarbij het boek gebruikten.